# Magusa orbiferella
Magusa orbiferella är en fjärilsart som beskrevs av Embrik Strand 1921. Magusa orbiferella ingår i släktet Magusa och familjen nattflyn. Inga underarter finns listade i Catalogue of Life.